# Champagny
 Champagny  là một xã trong tỉnh Côte-d'Or thuộc vùng Burgandy, phía đông nước Pháp. Khu vực này có độ cao trung bình 523 mét trên mực nước biển.